# Речник на българския език (Найден Геров)
Вижте пояснителната страница за други значения на Речник на българския език.
„Речник на българския език“ (оригинално заглавие: „Речникъ на блъгарскый языкъ“) е най-важният труд на Найден Геров с историческо значение за българската езикова култура.
За около 10 години той записва „из устата на народа“ голямо количество думи, изрази, пословици, народни песни, от които „имаше да излезе един речник с нещо до 40 хиляди речи“.
Речникът е смесен – тълковен, диалектен, преводен и синонимен. Няма стилови бележки и антоними.
- том (част) 1: А – Д, Пловдив: 1895 г., Дружествена печатница „Съгласие“.
- т. 2: Е – К, 1887 (след поболяването на Геров)
- т. 3: Л – О, 1899
- т. 4: П, 1901 (посмъртно), ред.: племенникът му Теодор Панчев (1862 – 1924)
- т. 5: Р – Я, 1904, ред.: Т. Панчев
- Допълнение на българския речник, автор – Тодор Панчев по молба на наследниците, Пловдив: печатница „Труд“, ноември 1908 г.[1] Съдържа 11262 заглавни единици, набрани по време на печатането на томовете.

Според предговора към допълнението общият обем е 78 620 заглавни речи и като примери към тях 32 000 изречения, 5975 откъси от народни песни, 4300 особености, до 15 500 пословици (в т.ч. клетви, гатанки и баяния) и 2200 лични имена. Уточнява се, че в ръкописите са отбелязани източниците за почти всяка дума. Имало е намерение за издаване на второ допълнение с още над 10000 думи от книжовния език (нови, чуждици и термини),
През 1978 г. в София излиза от печат фототипно издание с кожени корици от изд. „Български писател“.